# Pilatusbahn

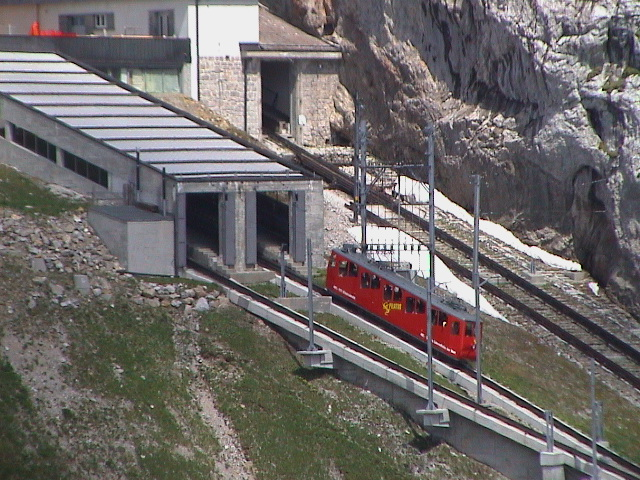
Horní stanice Pilatus s kolejištěm

Pilatusbahn (zkratka PB) je horská ozubnicová železnice ve Švýcarsku a je nejstrmější na světě se sklonem až 48 % (480 ‰). Dolní stanice se nachází u Lucernského jezera v obci Alpnachstad, horní stanice leží těsně pod vrcholem hory Pilatus v nadmořské výšce 2.132 m n. m. Vrchol hory Pilatus nabízí jedinečný pohled z ptačí perspektivy na Lucern a Lucernské jezero. Z tohoto důvodu je vrchol přitažlivý pro turisty. V době rozvoje turistického ruchu, v 19. století, byly z důvodu těžkého terénu hledány dopravní prostředky, které by jej zpřístupnily širšímu okruhu turistů, tedy nejen těm, kteří jsou schopni zdolat příkré srázy hory. Alternativním přístupem na vrchol v této době byla jízda na mulách nebo využití nosičů, vždy dvou, kteří na sedačce nesli jednu osobu. Aktuální spojení na vrchol Pilatus je možné parníky po Lucernském jezeře a železnicí Zentralbahn (dříve Brünigbahn) a následně tratí Pilatusbahn na vrchol. Již v dobách, kdy byl provoz veden parní trakcí, dosáhla kapacita roční přepravy 30 000 osob za rok a později až 55 000 osob za rok, po elektrifikaci provozu se tento objem ještě zvýšil.

## Historie

### Projekt Arnolda z Triengenu
První projekt ozubnicové trati na vrchol Pilatu byl vypracován na objednávku úvěrového ústavu (Kreditanstalt) v Lucernu v letech 1871–1872. 22. dubna 1873 byla podána první žádost o koncesi na stavbu a provozování ozubnicové dráhy s Riggenbachovým systémem. V květnu 1873 dostal geometr Arnold z Triengenu objednávku na vytyčení trasy.
Projekt dráhy byl vypracován podle standardů z počátku 70 let 19. století, což představovalo použití normálního rozchodu tratě 1.435 mm, maximální sklon 250 ‰ a minimální poloměr oblouku 180 m. Pro zajištění přenosu trakční síly, tažnou sílu pro jízdu k vrcholové stanici a brzdící sílu při jízdě k dolní stanici, byl navržen Riggenbachův ozubnicový systém v délce 8.750 m. Předpokládané náklady na zřízení dráhy v této podobě dosáhly výše 3 milionů CHF, což bylo pro potenciální investory příliš, a to i z důvodu tehdy probíhající finanční krize a souvisejícího poklesu turistického ruchu. V této době byly ale i odkládány i jiné projekty výstavby železničních tratí.

### Projekt Ing. Eduarda Lochera
S řešením pro trať na Pilatus přišel v 80. letech Ing. Eduard Locher. Locher nebyl tehdy v oboru železničního stavitelství nováčkem, jeho firma se podílela i na stavbě gotthardského železničního tunelu.
Jeho návrh předpokládal výstavbu velmi strmé jednokolejnicové ozubnicové dráhy – monorailu. Dráha by byla konstruována jako nosník, 60 cm vysoký a 30 cm široký. Na horní straně nosníku, po kterém by se pohybovaly vozy, měly být osazeny dva ozubené hřebeny s šikmými zuby. Nosník měl být rozdělen na segmenty o délce 5 metrů a podpírány sloupy pro vyrovnání terénních nerovností. Lokomotiva se dvěma kotly měla před sebou sunout vůz.
Ing. Eduard Locher se svým společníkem – Eduardem Guyer-Freudlerem předložili 16. dubna 1885 žádost o koncesi na stavbu a provoz této dráhy. 24. června 1885 byla žádost schválena a koncese udělena na 80 let. Dráha měla být postavena do dvou let. Po vyřízení vlastnických práv pozemků, přes které byla trať plánována, byla s projektem v prosinci 1885 seznámena i veřejnost.
Po získání koncese konzultoval Locher svůj projekt s mnoha odborníky. Objevily se zejména pochybnosti o funkčnosti a spolehlivosti dosud nevyzkoušené konstrukce lokomotivy a reálnosti dopravy pětimetrových segmentů dráhy do hor. Výsledkem bylo opuštění koncepce jednokolejnicové dráhy a volba klasické dráhy o rozchodu 800 mm s vodorovně orientovanou oboustrannou ozubnicí. Použití úzkého rozchodu umožnilo zachovat úsporné trasování s minimálními poloměry oblouků až 80 m. Zcela nově navržený systém ozubnice s oboustranným hřebenem s vodorovně orientovanými protilehlými zuby, tzv. Locherova ozubnice umožnil i zachování maximálního sklonu stoupání 480 ‰ při zachování bezpečnosti. Další změnou byla i konstrukce kolejových vozidel. V původním projektu i u monorailu se uvažovalo o použití lokomotivou sunutých samostatných vozů pro přepravu cestujících. Ing. Eduart Locher navrhl originální konstrukci parních vozů, čímž byla snížena mrtvá, tedy nadbytečná hmotnost soupravy.
I přes vyřešení hlediska bezpečnosti a snížení ekonomických nákladů na výstavbu tratě, neposkytla švýcarská vláda finanční prostředky pro její stavbu. 29. března 1886 se konala v dnes již neexistujícím hotelu Du Lac (v překladu hotel U jezera) v Lucernu valná hromada společnosti Pilatusbahn-Gesellschaft . Společnost disponovala základním jměním 2 miliony CHF a kapitálem 850 tis. CHF. Locher a Guyer-Freudler nabídli společnosti vzít na sebe všechna rizika a za sumu 1,9 milionu švýcarských franků do 15. června 1889 dráhu vybudovat a zprovoznit. V případě prodlení byla dohodnuta smluvní pokuta 1000 franků denně. Nabídka byla přijata. Uplynulo pouhých 400 dní a 17. srpna 1888 se zkušebně vydal k vrcholu první osobní parní vůz. 17. května 1889 byla dráha zkolaudována a 4. června zahájen provoz.
Tímto počinem se otevřela cesta k vybudování velkého hotelového a vyhlídkové komplexu na vrcholu Pilatu.

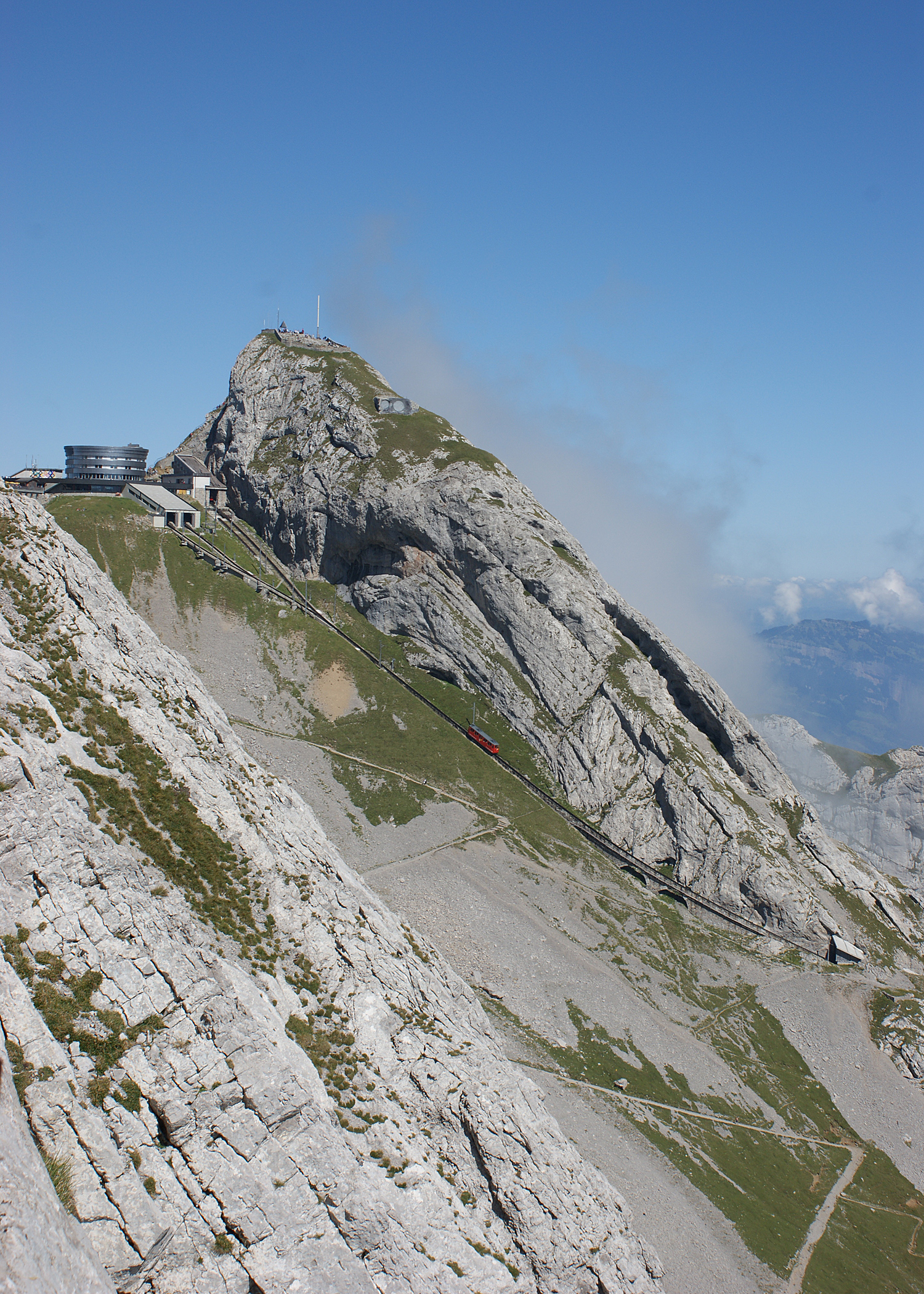
Příkré stoupání pod vrcholem
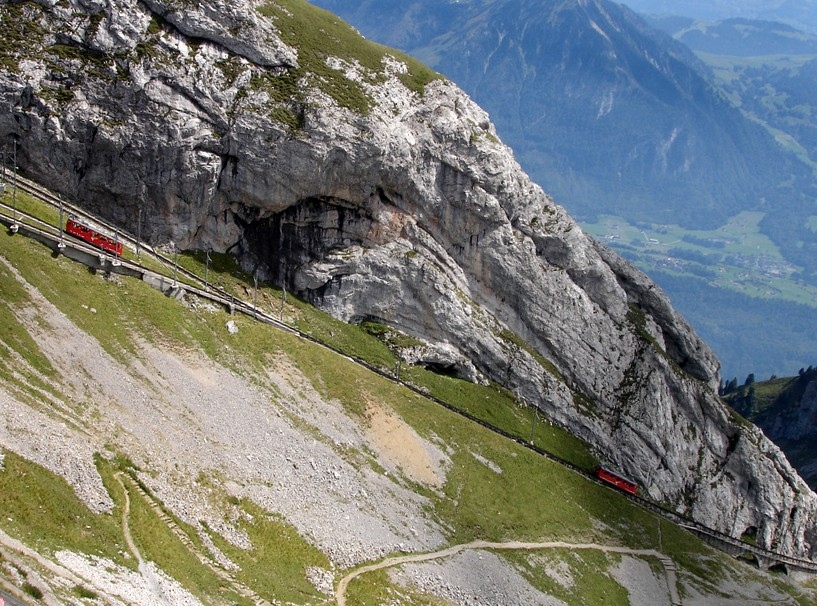
Úbočí pod vrcholem
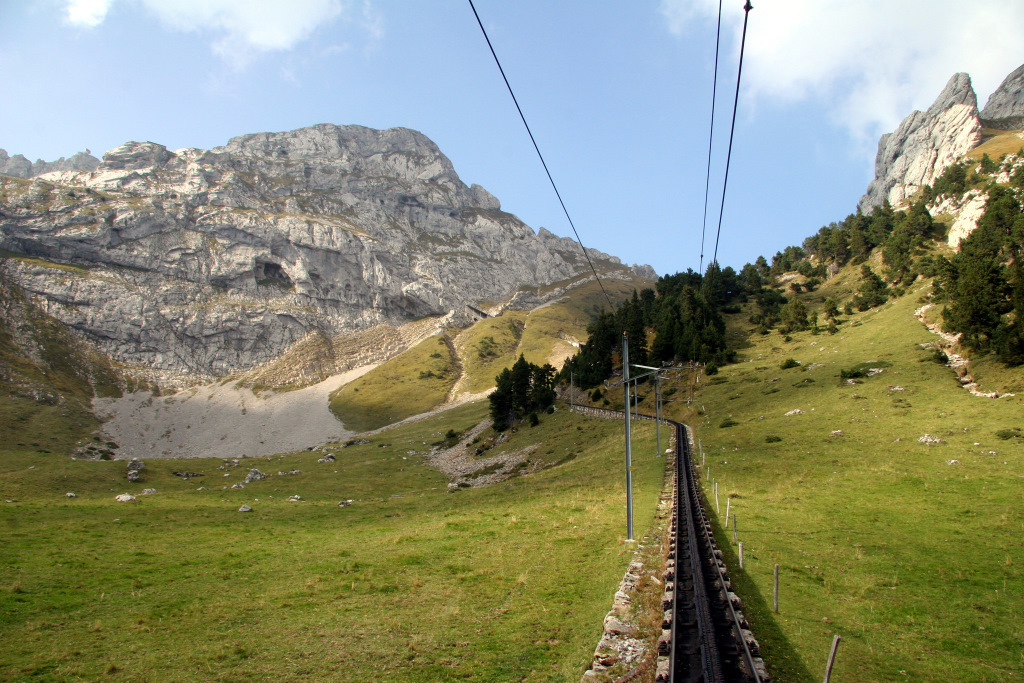
Středový úsek tratě
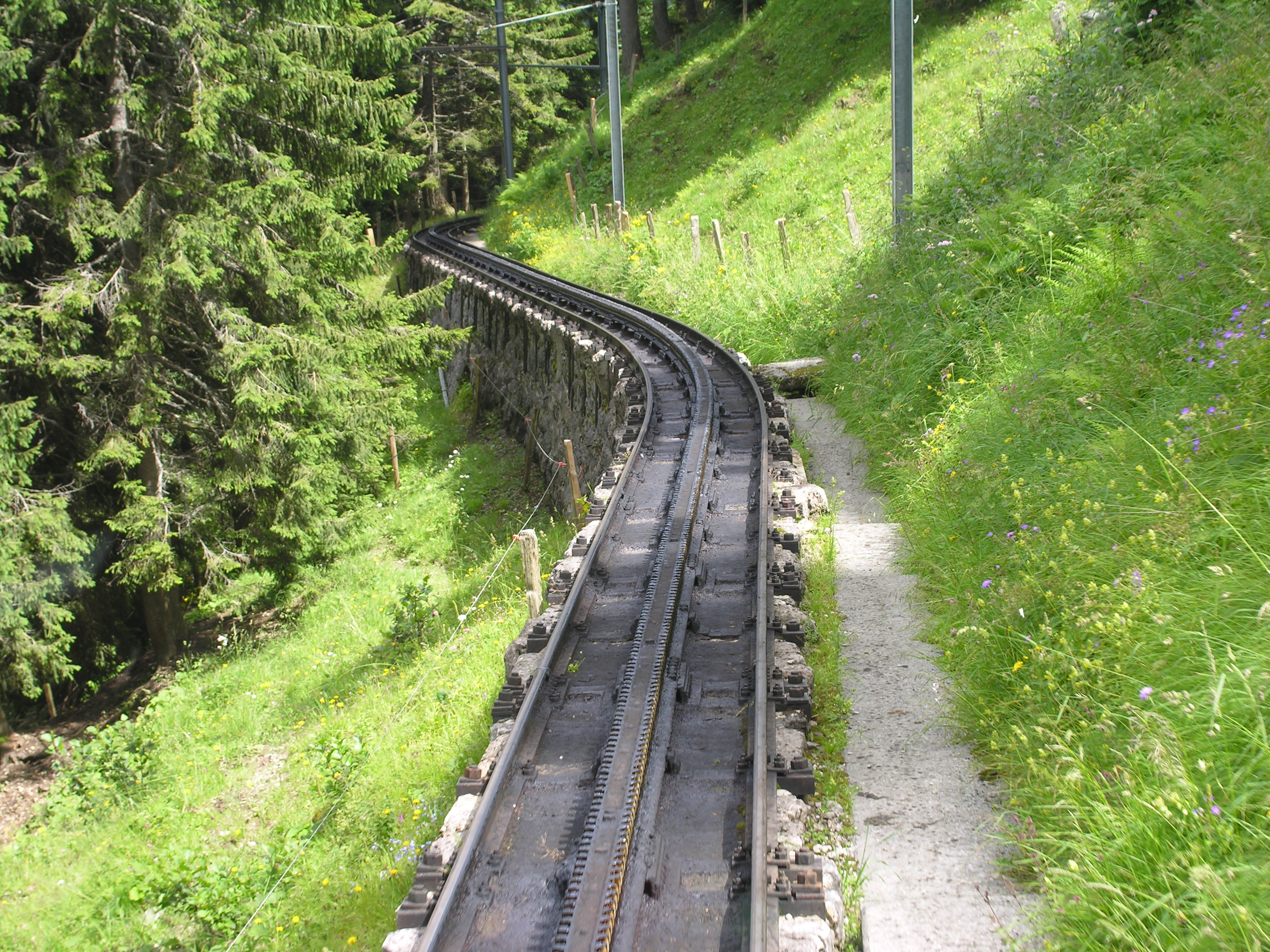
Dolní úsek tratě

## Technické řešení

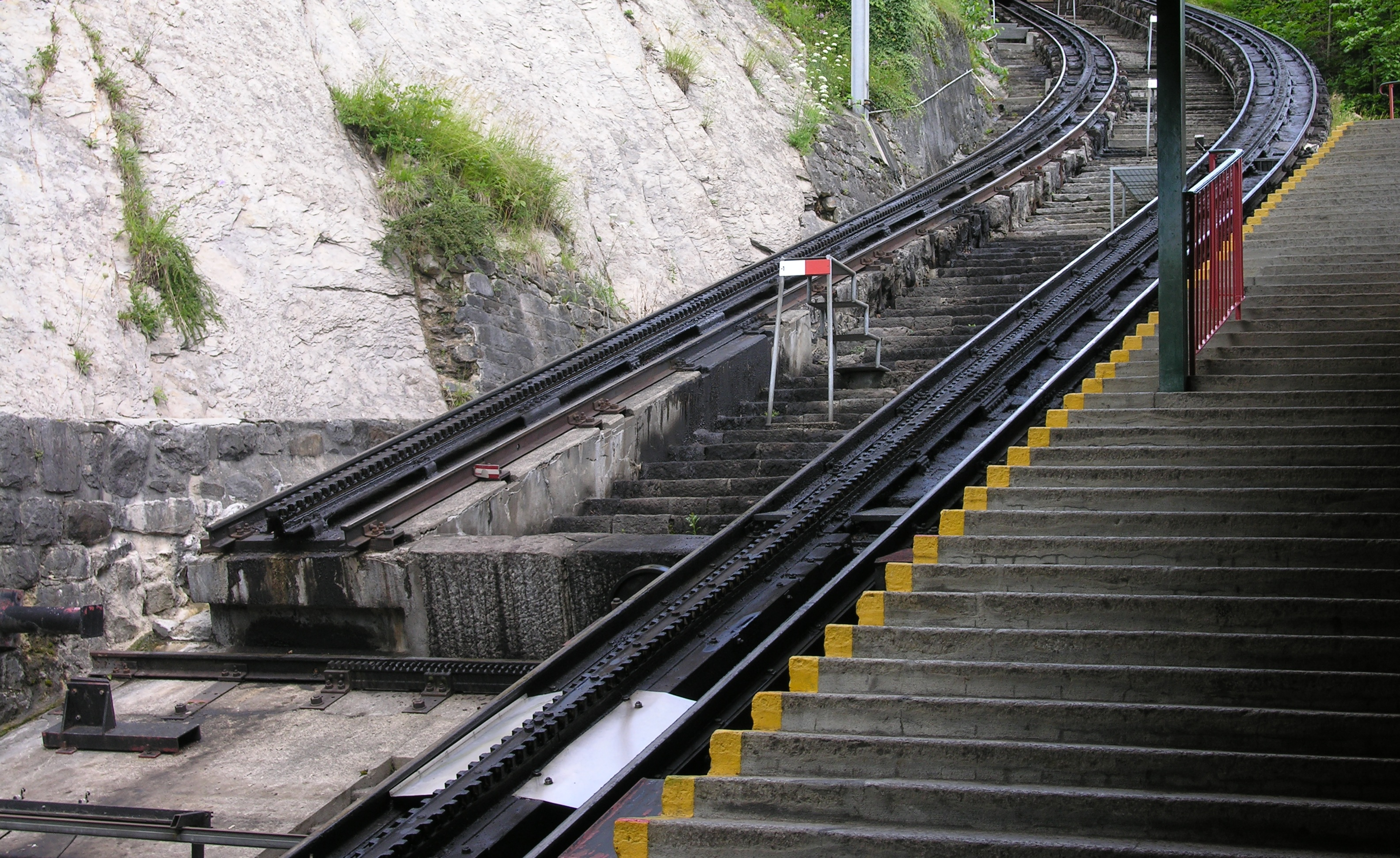
Přesuvna s přímou kolejí

Technické řešení pro takto strmou trať vyžadovalo důmyslnou konstrukci přenosu tažné a brzdné síly. Dříve rozšířené používané systémy s Riggenbachovým ozubnicovým systémem nemohly u takto příkrého stoupání zajistit dostatečný přenos sil a zároveň ani zajistit bezpečnost proti vyšplhání ozubení z hřebene. Pro trať na Pilatus bylo nutno vyřešit i vliv větru, který by bočním vychýlením kolejového vozidla mohl způsobit ztrátu přenosu sil mezi vozidlem a kolejovým systémem a navrhnout konstrukci vozidel pro takto příkré stoupání.

### Trať

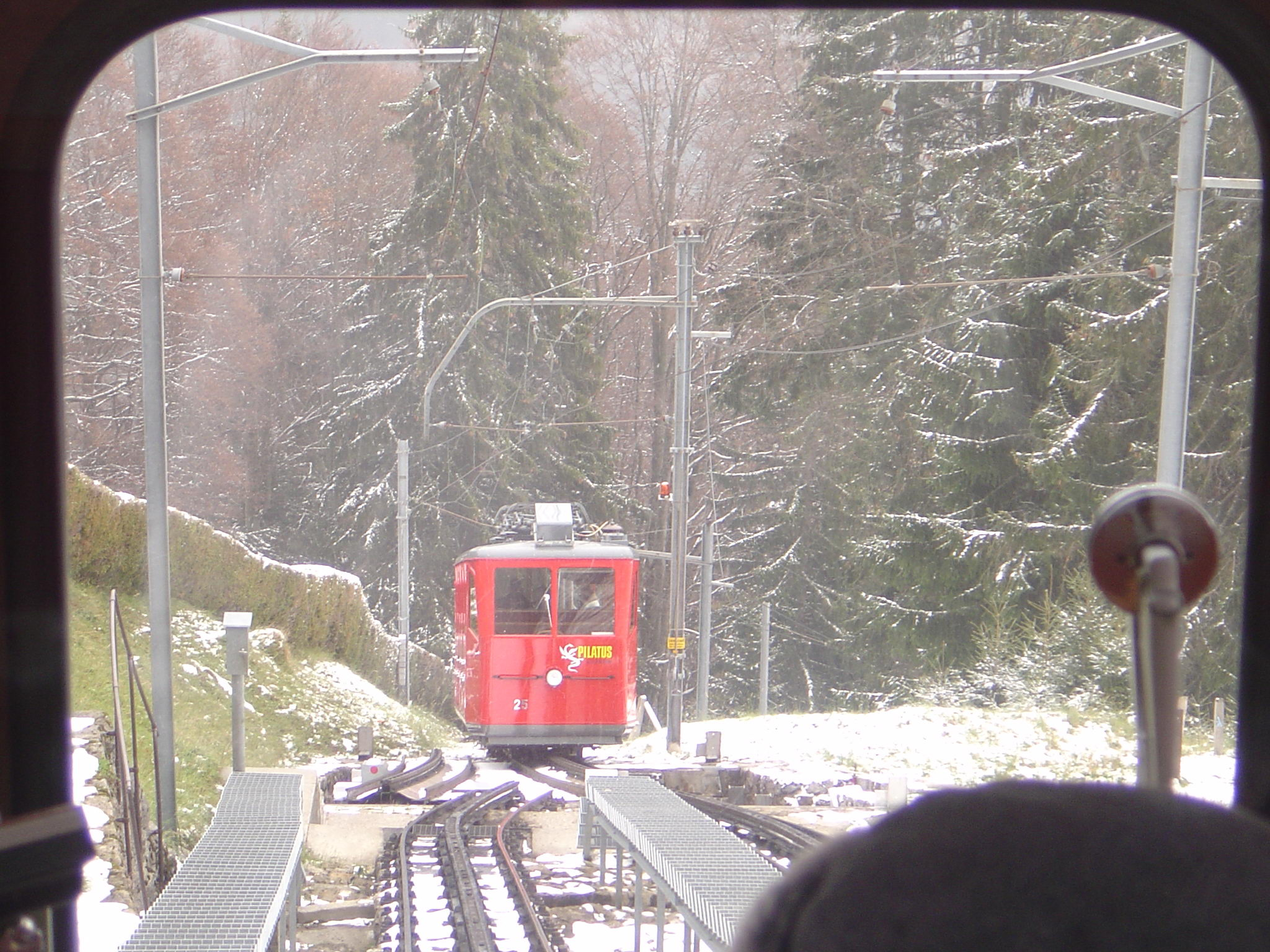
Přesuvna s obloukem

Trať byla vytyčena v délce 4,27 km, s maximálním stoupáním 48 % (480  ‰) a minimálním poloměrem oblouku 80m; překonávající výškový rozdíl 1.629 m. Při tomto sklonu, kdy je trať místy vedena po spádnici, není možno použít uložení kolejového tělesa do štěrkového lože. Příkrý sklon, hmotnost kolejí a kolejového vozidla by již byly za soudržností štěrkového podkladu, který by se začal sesouvat.
Místo na štěrkovém loži je trať bez pražců uložena na nízké kamenné vyzdívce šířky 114 cm a kotvena ocelovými sponami k tělesu. Těleso bylo z části kryto žulovými pláty. V místech větších terénních nerovností jako jsou mosty přes prolákliny nebo zídky v místech menších terénních nerovností je trať ocelovými sponami kotvena do tělesa mostu nebo zdi.

### Ozubnice

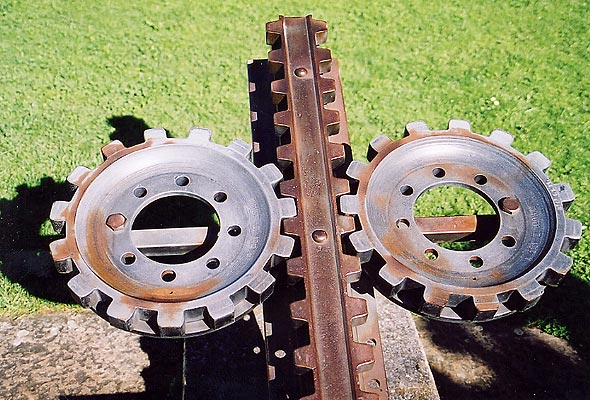
Locherova ozubnice
pohled „shora“

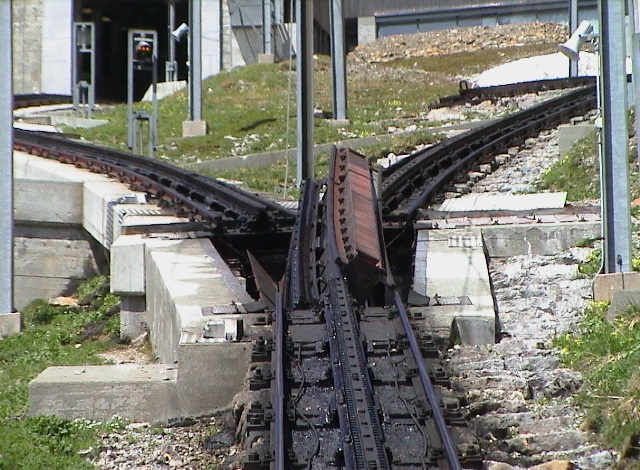
Přetáčecí výhybka

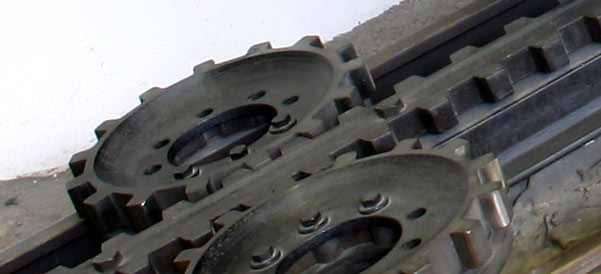
Locherova ozubnice
pohled v úrovni kolejí

Pro řešení pohonu pro extrémně strmé stoupání nebylo již možno použít systémy s jednostranným přenosem síly. Locherův ozubnicový systém je konstruován odlišně od ostatních ozubnicových systémů. Jedná se o dvě protiběžně se otáčející ozubená kola, zapadající do oboustranného, středově uloženého, hřebene mezi nimi. Hřeben je přitom uložen v ose koleje. Osa ozubených kol je na rozdíl od jiných ozubnicových systémů kolmá na rovinu koleje. Oboustranné ozubení a úhel záběru ozubení, spolu s hmotností kolejového vozidla, nedovoluje v takovém případě vysmeknutí ozubení ze záběru. Ozubená kola jsou ze spodní strany osazena ocelovými disky, které vozidlo vedou a zároveň i zabraňují vyklonění ozubení ze záběru při bočním větru. Konstrukce kolejového tělesa s hřebenem je velmi masivní, běžný metr tělesa váží 177 kilogramů. a kvalita použitého materiálu ozubnice je tak vysoká, že i po 100 letech se používá původní ozubnice pouze s tím, že ozubené hřebeny a ozubená kola a hřebeny byly otočeny a síla se přenáší přes dříve nepoužívané boky zubů. Protože oboustranný hřeben nedovoluje vybočení nápravy z kolejového tělesa, nemusely by býti běžná kola vozů opatřena okolky, ale pro zajíždění na dílenskou kolej, která je bez ozubnice, jsou kola na vnější straně okolky opatřena.
Zvláštním problémem je realizace výhybek, protože samotná konstrukce Locherovy ozubnice nedovoluje použití klasického řešení. Pro dráhu na Pilatus byly vyvinuty dva principy. Prvním z nich je přesuvna, kdy drážní vozidlo najede na přesuvnu, která jej příčně přesune na vedlejší kolej, nevýhodou tohoto řešení je nutnost zastavení na přesuvně. Podobným řešením je přesuvna s kolejovými oblouky představující postavení výhybky do jednoho nebo druhého směru, kdy souprava nemusí zastavit. Druhým způsobem je tzv. přetáčecí výhybka, otočná v podélné ose společné koleje o 180°. Z každé strany je umístěna část kolejového tělesa - oblouku vedoucí jedním nebo druhým směrem odbočující koleje výhybky.

### Vozový park

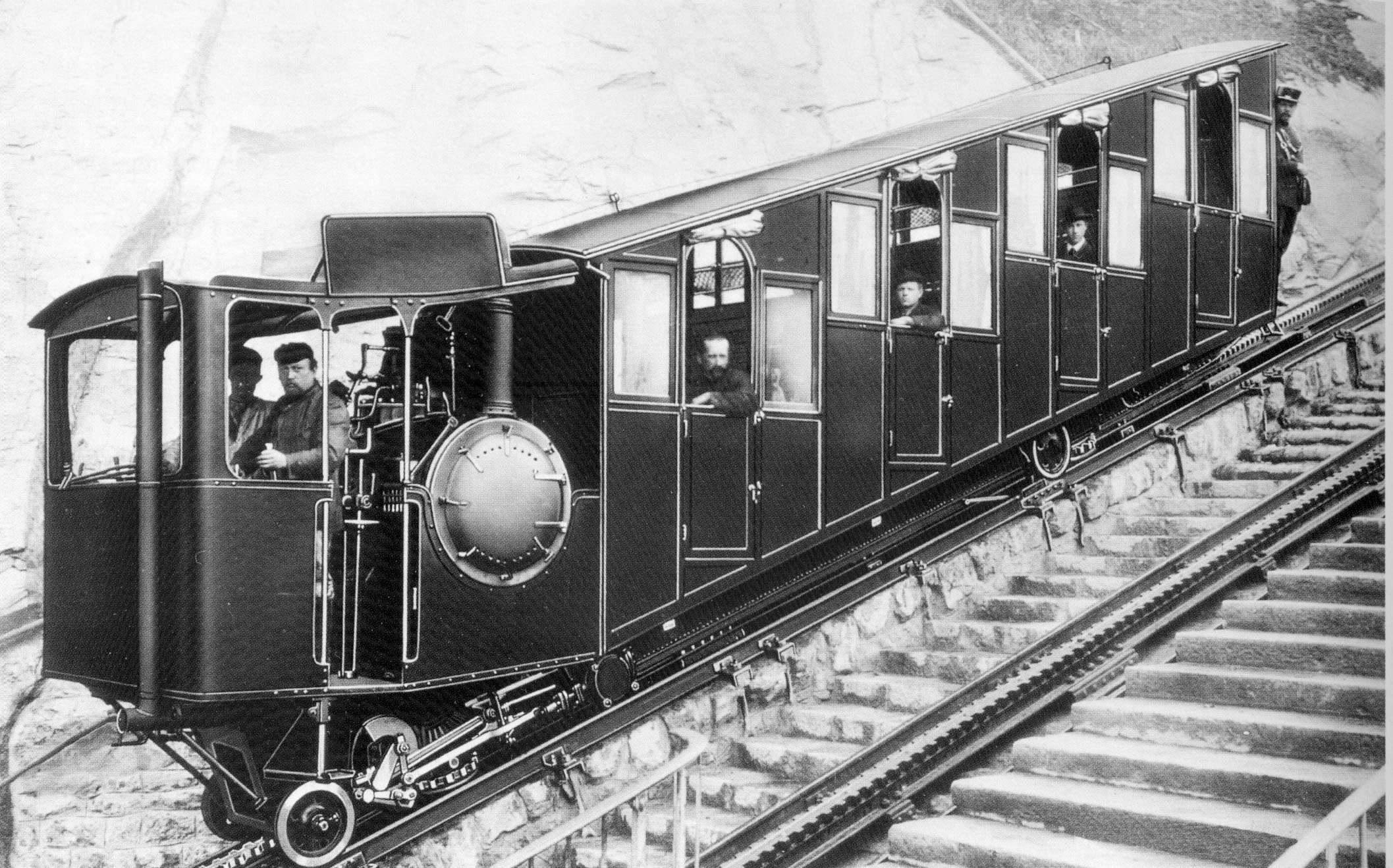
Pilatusbahn – parní vůz (~1890). Při porovnání s obrázkem napravo je zřetelná absence vypružení

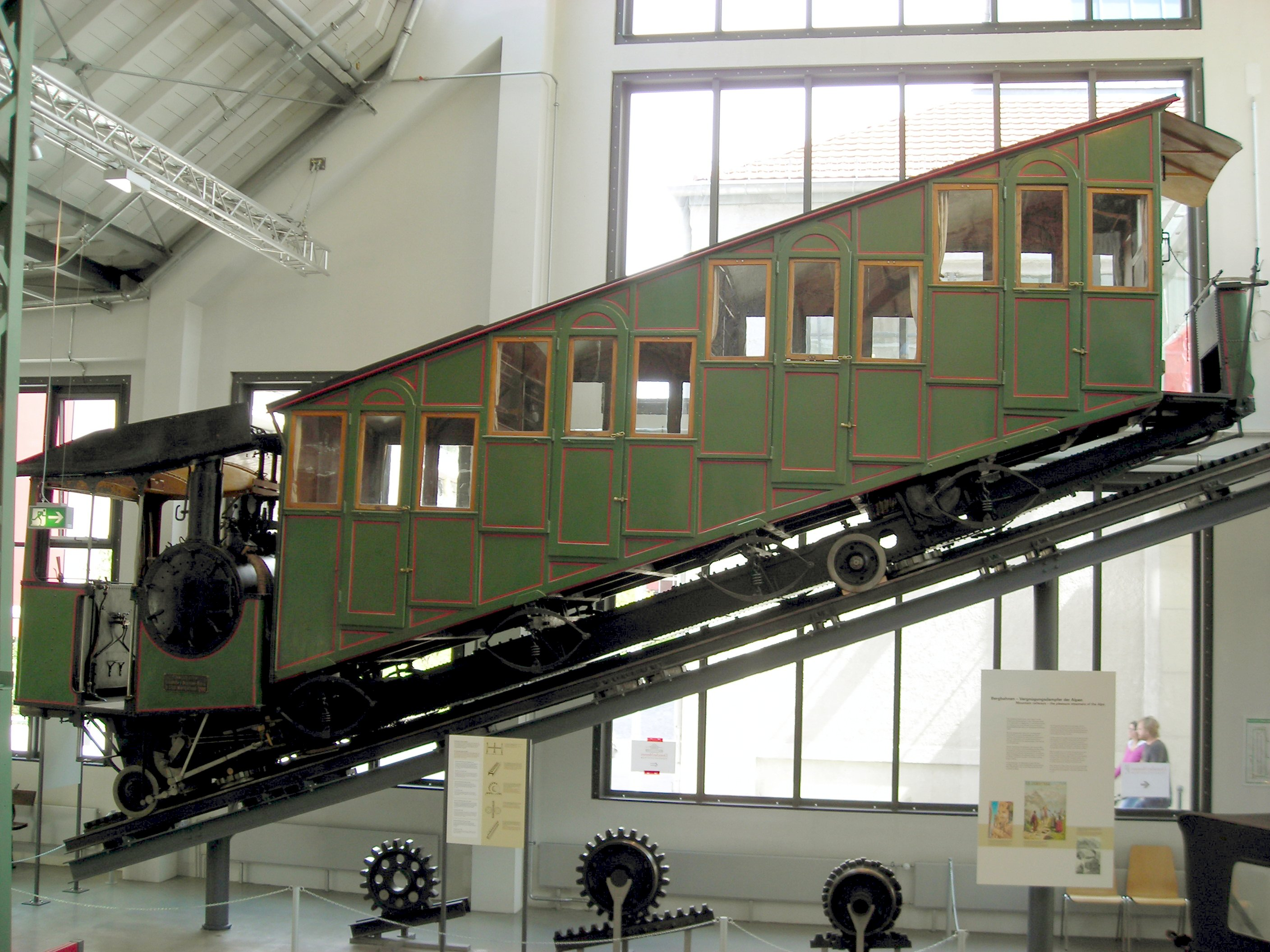
Původní parní vůz z roku 1900 s vypruženou skříní vůči pojezdu
(muzeum Mnichov)

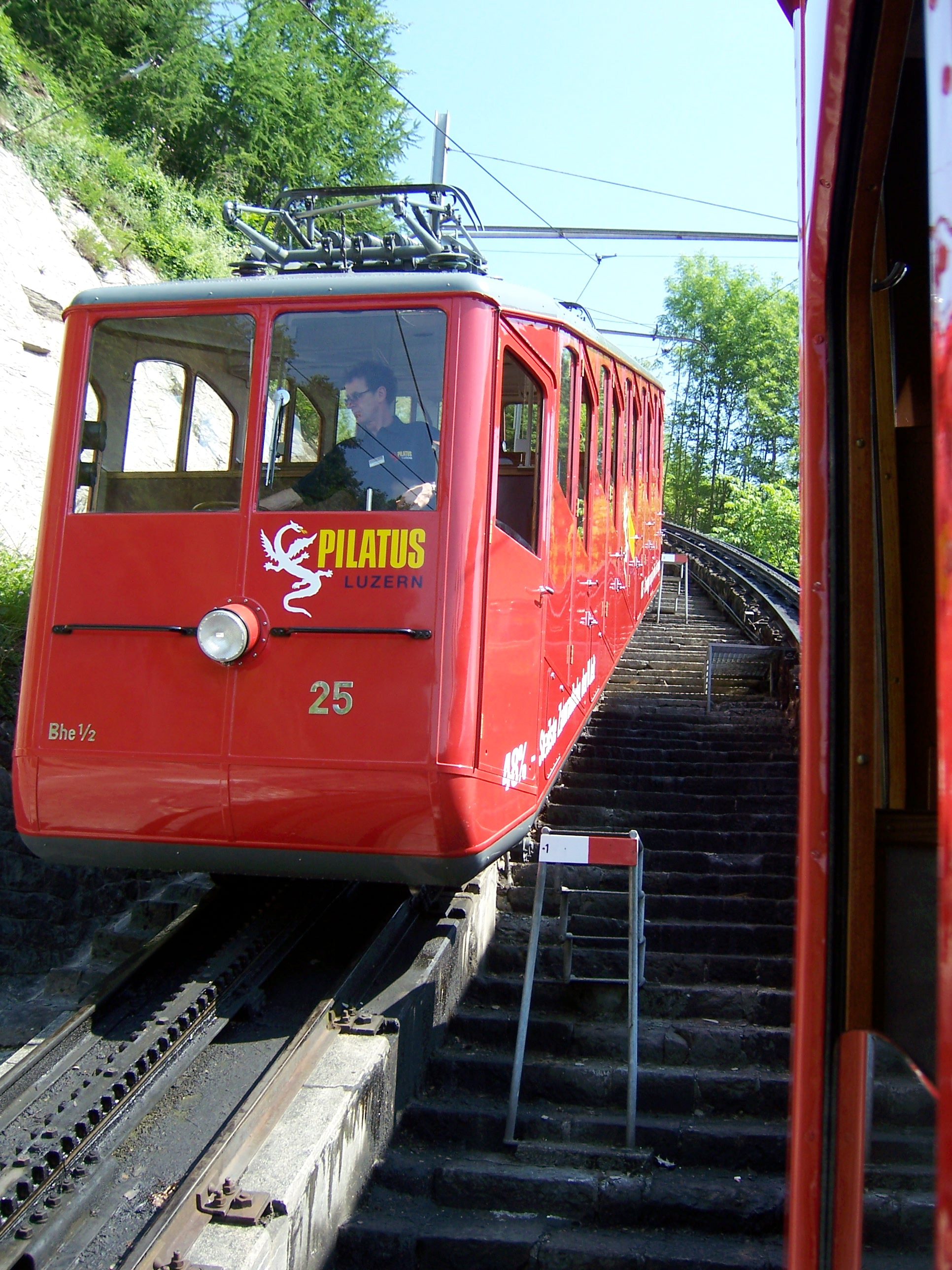
Elektrická jednotka v dolní stanici

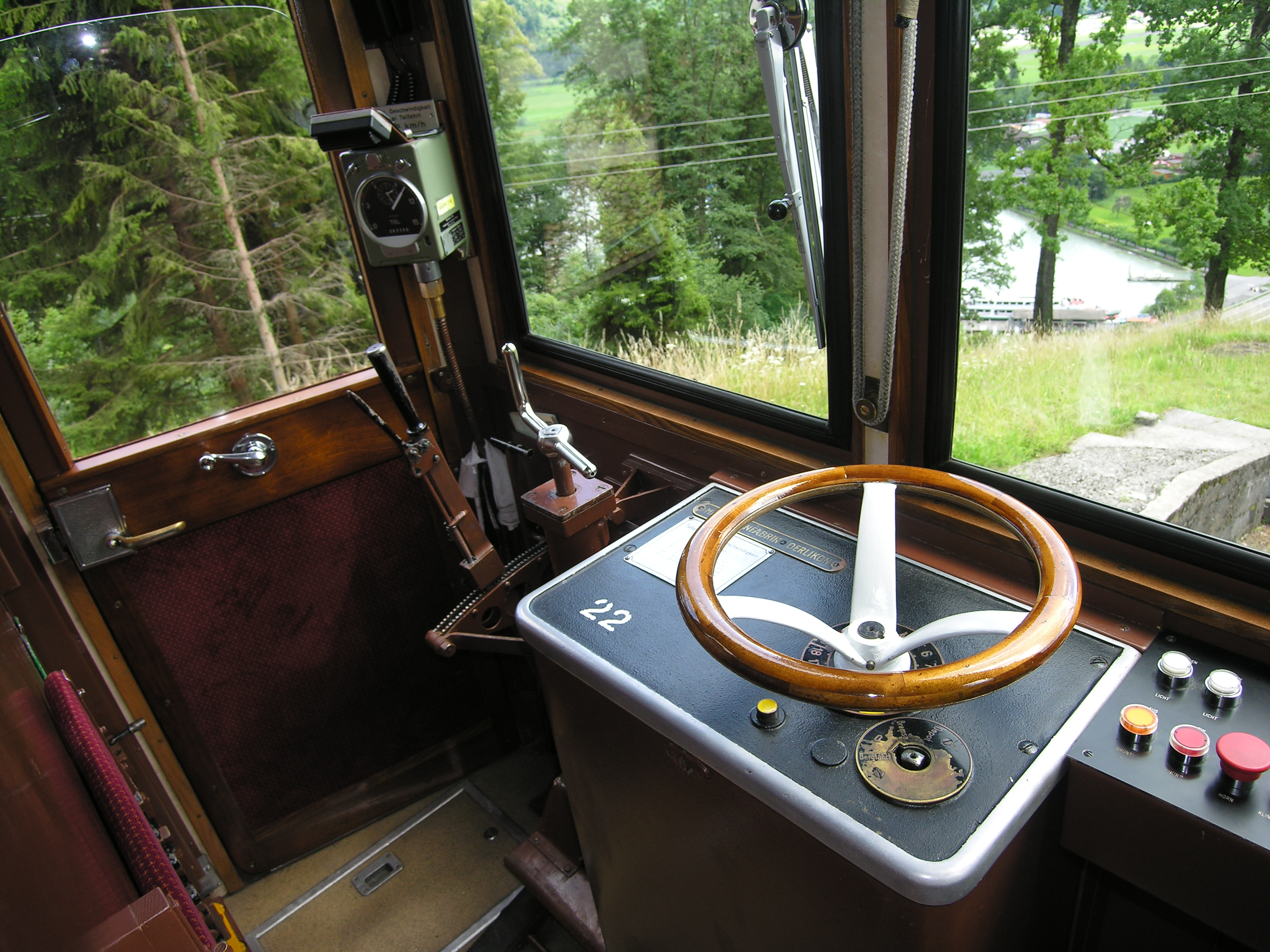
Řídicí stanoviště elektrického vozu

Parní vozy vyrobila strojírna ve Winterthuru. První tři dvounápravové parní vozy na mokrou páru byly neodpružené, s tříbodovým uložením rámu na pojezdu. Kapacita vozu činila 32 sedících pasažérů – po osmi ve čtyřech stupňovitě uspořádaných oddílech. Hmotnost plně obsazeného a vyzbrojeného vozu byla 11,6 t. Rozvor náprav vozů 1–3 byl 4 850 mm. Teprve další vozy č. 4–10 s rozvorem 6 00 mm měly skříň uloženou na rámu prostřednictvím čtyř párů dvojitých eliptických listových pružnic na každé straně. Vypružení bylo později doplněno i na první tři vozy. V roce 1911 doplnil park vůz č. 11 na přehřátou páru a takto byly později rekonstruovány i vozy č. 1, 2, 6 a 8. Doba jízdy trvala 70-80 minut.
Krátký kotel lokomotivního typu byl uložen na spodním konci vozu napříč ke směru jízdy, aby se omezil vliv změn sklonu trati na hladinu vody v kotli. Zásoba uhlí byla 350 kg, vody 800 l. Dvojválcový parní stroj poháněl přes redukční převodovku se šikmými ozubenými koly ozubnicová hnací soukolí. Obsluhu vozu zajišťoval strojvedoucí a topič. Pro provozní brzdění byla jako na ostatních ozubnicových drahách použita Riggenbachova protitlaková brzda, kdy parní stroj pracuje jako kompresor.
S nárůstem objemu přepravy osob bylo v roce 1930 zřejmé, že parní trakce již nedostačuje aktuálním potřebám i s ohledem na její opotřebení provozem, nutné opravy nebo vyřazení z provozu. Řešením bylo provést elektrifikaci tratě s použitím nových výkonnějších elektrických vozů. První úvahy o zavedení elektrického provozu pocházejí již z roku 1905. V té době však byla elektrická trakce teprve ve stádiu raného rozvoje a náklady na její zavedení by byly příliš vysoké. Proti elektrifikaci hovořil v té době i dobrý stav relativně nových parních vozů. Na odložení plánu elektrifikace měla vliv i 1. světová válka a s ní spojená krize.
O elektrifikaci bylo rozhodnuto až v letech 1931–1933, kdy se ukázalo, že současné parní stroje již nejsou schopny kapacitně zvládnout přepravní požadavky v letních měsících. Náklady elektrifikace byly odhadnuty na 1,1 milionu CHF, z toho 687.000 CHF na 8 nových vozů. Pro napájení byla zvolena stejnosměrná trakční soustava s s napětím 1.550 V. Se spolkovou finanční podporou byla letní sezóna v roce 1937, 15. května, zahájena již s osmi novými elektrickými motorovými vozy o kapacitě 40 sedících cestujících. S nasazením elektrické trakce byla zvýšena i cestovní rychlost a doba jízdy byla zkrácena na 30 minut. Stejně jako u parní trakce není ale možno použít klasické brzdné systémy na principu tření, a proto mají elektrické vozy elektrodynamickou odporovou brzdu.
Po elektrifikaci zůstaly zachovány parní vozy 9 a 10 jako záložní. Ty se pak staly součástí muzejních sbírek v Mnichově a  Lucernu.

### Pracovní síla
V době výstavby pod vedením a dohledem Eduarda Lochera pracovalo na stavbě jeho 20 zaměstnanců, inženýrů a techniků. Dále zde pracovalo 120 až 200 švýcarských řemeslníků a asi 600 italských zaměstnanců.

### Technická data
| traťový úsek                  | Alpnachstad – vrchol Pilatus                                                                          |
| otevření parního provozu      | 4. června 1889                                                                                        |
| otevření elektrického provozu | 15. května 1937                                                                                       |
| elektrická trakce             | 1.550 Vdc (stejnosměrná)                                                                              |
| období provozu                | květen - listopad                                                                                     |
| výškový rozdíl                | 1.635 m                                                                                               |
| délka tratě                   | 4.618 m                                                                                               |
| rozchod                       | 800 mm                                                                                                |
| stoupání                      | 48% maximální, 38% průměrné                                                                           |
| ozubnicový systém             | Locherova ozubnice                                                                                    |
| rychlost při stoupání         | 9–12 km/h                                                                                             |
| rychlost při klesání          | max. 9 km/h (bezpečnostní omezení)                                                                    |
| doba jízdy při stoupání       | 30 min.                                                                                               |
| doba jízdy při klesání        | 40 min.                                                                                               |
| přepravní kapacita            | 340 osob/hod.                                                                                         |
| vozový park                   | 10 vozů                                                                                               |
| kapacita vozů                 | 40 osob/vůz                                                                                           |
| trakční výkon                 | 210 PS / 154 kW                                                                                       |
| dodavatelé                    | • Locher & Co • Edward Guyer-Freuler • Vozidla: Schweizerische Lokomotiv & Maschinenfabrik Winterthur |

## Provoz
Provoz ozubnicové dráhy je sladěn se zájmem turistů podle ročního období. Pro sezónu 2011 začíná provoz v první polovině května a je plánován téměř do konce listopadu. V tomto období je ještě rozšířen provoz o ranní a podvečerní jízdy od začátku sezóny do konce října a večerní jízdy mezi 26. červnem až 27. srpnem, tedy v hlavní sezóně.